# Huisheim
Huuisheim là một đô thị ở huyện Donau-Ries trong bang Bayern nước Đức. Đô thị Huisheim có diện tích 22,078 km².